# Parco termale di Montecatini Terme
Il Parco termale di Montecatini Terme, talvolta chiamato anche La Pineta, è un'area naturale situata nel centro di Montecatini Terme, nella Provincia di Pistoia in Toscana.
Il nome è dato dal fatto che il parco contiene la maggior parte delle terme di Montecatini.

## Storia
Il parco esisteva già dall'antichità, probabilmente derivato da una precedente palude che era stata bonificata, era spesso attraversato data la sua estrema vicinanza alle terme Tettuccio, Leopoldine ed Excelsior.
Nel 1912 Giulio Bernardini, già costruttore degli stabilimenti Grocco e Tamerici, decise di trasformare l'allora ancora bosco in un parco cittadino, asfaltando le strade e collegandole al resto dell'urbanistica di Montecatini (anch'essa opera sua), l'intenzione era quella di creare un punto comune che potesse collegare ogni stabilimento termale e facilitarne il transito. A seguito si aggiunsero anche le terme della Torretta, Rinfresco (poi accorpata alla prima) e La Fortuna.
La pineta è diventata e rimasta meta principale di locali e turisti, raggiungendo il suo picco di popolarità nel secondo dopoguerra, quando Montecatini veniva visitata da personalità influenti, la stessa cosa non può essere detta per gli stabilimenti termali, che nonostante siano ancora attivi e in funzione, progressivamente la loro attività si è ridimensionata in modo drastico. Nelle condizioni più precarie sono gli stabilimenti Torretta, che vige in stato di abbandono avanzato ed è stato chiuso nel 2008, le Leopoldine che sono in attesa di ristrutturazione – un velo con un edificio finto disegnato sopra è stato messo sui cantieri in lavoro, e le Excelsior che hanno ormai perso valore, in verità le uniche terme ancora in buono stato sono Tettuccio e Redi.
Gli stabilimenti termali di Montecatini Terme sono stati dichiarati patrimonio UNESCO nel 2021.
Nel 2023 la pineta e il Parco La Salute vengono temporaneamente chiusi per lavori di ristrutturazione, alcuni alberi erano infatti diventati pericolanti, l'anno dopo tutte le terme di Montecatini vanno all'asta per la ricerca di un nuovo gestore, per un totale di 42 milioni di euro, in particolare la Torretta ed altri luoghi ormai abbandonati. L'asta è andata deserta, ed è stata riproposta l'11 marzo 2025 stavolta per un totale di 35 milioni, ma anch'essa è finita deserta e il comune sta ora valutando di vendere i singoli lotti.
È stato ideato un progetto di riqualificazione del parco termale che intende renderlo un "Well-being park" ovvero destinato al benessere psico-fisico, ed ovviamente la rimessa in funzione delle vecchie terme.

## Descrizione
Il parco occupa una grande parte del centro abitato di Montecatini Terme e comprende gli stabilimenti Tamerici, Excelsior, La Fortuna, Leopoldine, Grocco, Tettuccio-Regina, Torretta-Rinfresco e La Salute; ovvero quasi tutte le terme con l'eccezione delle Redi. Al fianco del parco termale ci sono parchi più piccoli come il parco Tettuccio, parco Torretta (sfortunatamente nel degrado), parco La Salute, giardino Tamerici e il parco Regio. 
Tutto è attraversato da vie asfaltate che sono collegate alle altre strade montecatinesi, si ricordano per esempio la via del Rinfresco, via delle Tamerici, via della Torretta, via delle Palme, largo Azzurri d'Italia, piazzale Fiamme Gialle, viale dei Salici e il viale Verdi – luogo della Montecatini Terme Walk of Fame e altre; tali strade sono zona a traffico limitato.
Il parco in sé è composto da grandi zone verdi libere, dove sono possibili attività sportive o ricreative, contrapposte a grandi viali e terreni di pini e altri alberi naturali, cosa che gli ha dato il famoso soprannome.
Nella pineta passa il rio Torretta, corso d'acqua che dà il nome all'omonimo stabilimento e che, proprio nel parco forma una sorta di stagno paludoso visitabile, grazie a delle costruzioni artificiali in pietra, isole interne e più avanti il "Ponticello del Sospiro del Rio"; confluisce poi nel ben più grande rio Salsero che prosegue la sua strada sotto la città e poi sfocia nel Padule.
Durante le giornate festive (in generale Natale) viene allestita una ruota panoramica all'entrata di viale Verdi e un circuito di autoscontri all'entrata della Torretta, mentre sono organizzati periodicamente eventi vari nel giardino delle Tamerici. Nel 2024 la pineta è stata tramutata nel "villaggio di Babbo Natale", uno dei vari eventi organizzati dal comune nel periodo natalizio.
Ogni sabato si tiene il Montecatini "Parkrun", una gara cronometrata che attraversa l'intero parco.

## Luoghi d'interesse
Sono presenti molte sculture d'acqua – la prima si intitola Duetto d'Acqua, ideata nel 1998 da Susumu Shingu e situata antistante alle Tettuccio, è affiancata dalla Fontana dei Coccodrilli di Sirio Tofanari, segue Scultura d'Acqua di Pol Bury (2004, tra le sue ultime opere), sita davanti ai parcheggi della ex-Torretta e, nell'immediata vicinanza, La Rana e l'Airone di Raffaello Romanelli alle terme Regina e Fontana delle Naiadi di Mario Rutelli alle Tamerici; si conosceva anche una fontana nel parco Torretta ma ad oggi la sua ubicazione non è più conosciuta e forse è stata distrutta.
Nel viale Verdi è presente il Memoriale a Giacomo Puccini, opera di Aidyn Zeinalov e l'immancabile statua di Giuseppe Verdi dello stesso artista, il Monumento ai Caduti di Guerra di Francesco Petroni e l'Airone Rosso di Fabio De Poli.
Nel piazzale Fiamme Gialle (intitolato alla guardia di finanza nel 2007) è presente una targa commemorativa per il loro 250º anniversario.
La pineta è vicina a molti altri luoghi come: l'Hotel Belvedere, il Tennis Club La Torretta, il Piazzale Giusti – che porta alla funicolare per Montecatini Alto, il Teatro Verdi, il Padiglioncino Tamerici, la Palazzina Regia, il Palazzo dei Congressi, Croce di Malta, il Palazzo Comunale con annesso il MOCA, la Casa della Prevenzione – la cui sede è in pratica la terme La Fortuna, il Parco Giochi "Termeland", la Piazza del Popolo, il Grand Hotel & La Pace, il Cinema Excelsior, il Bosco delle Panteraie, il Minigolf Montecatini e altri.

## Galleria d'immagini

### Stabilimenti termali

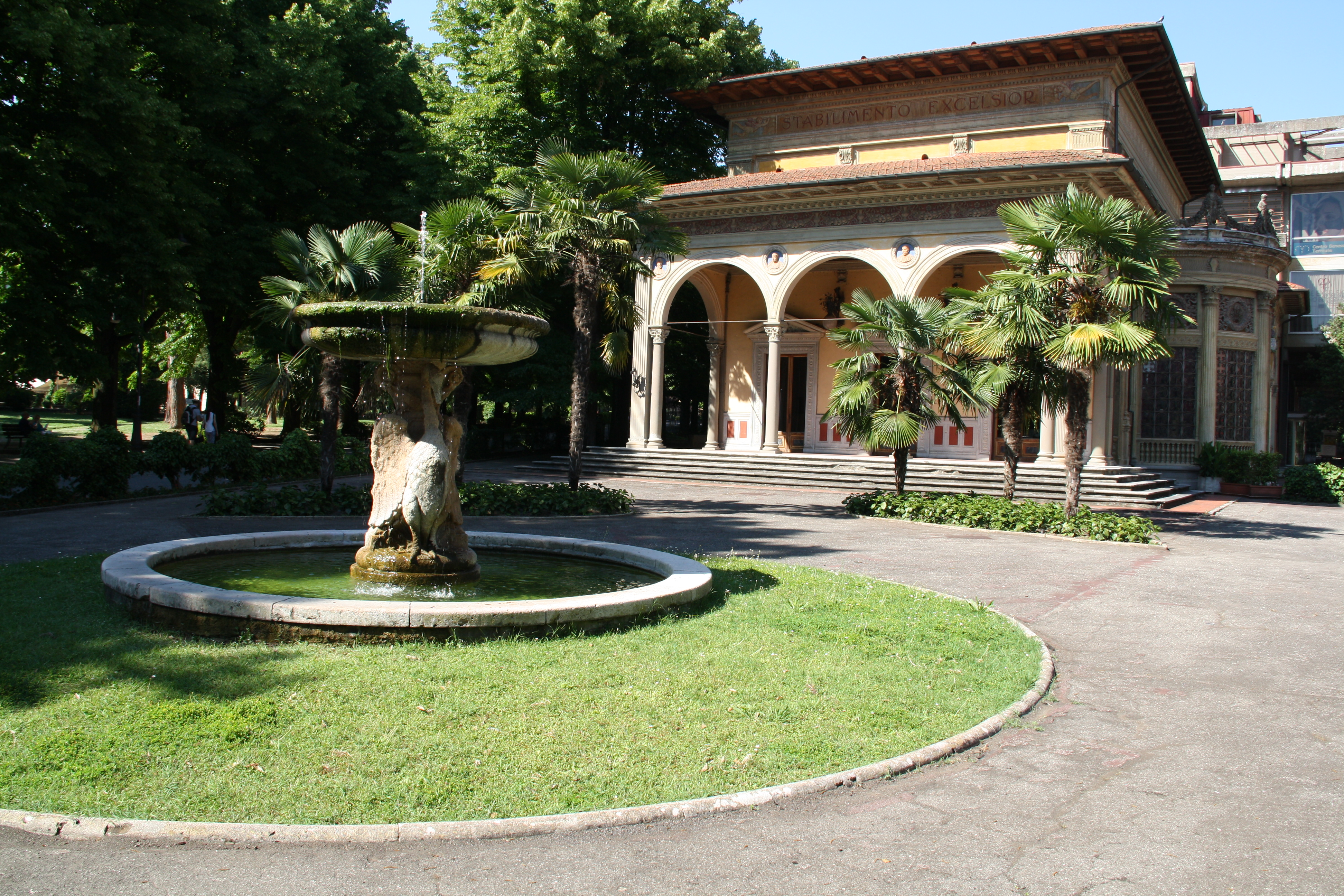
Stabilimento Excelsior
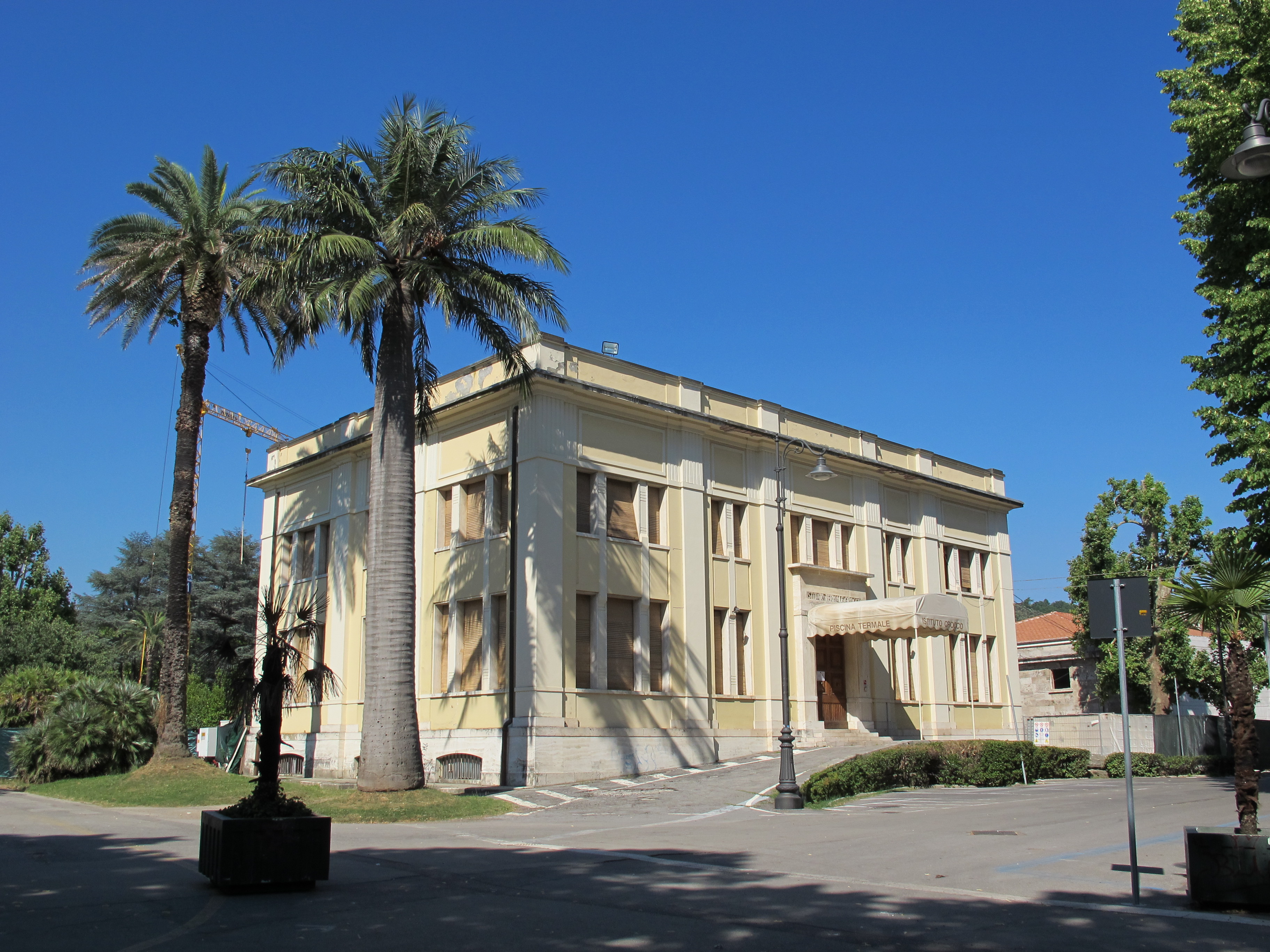
Stabilimento Grocco
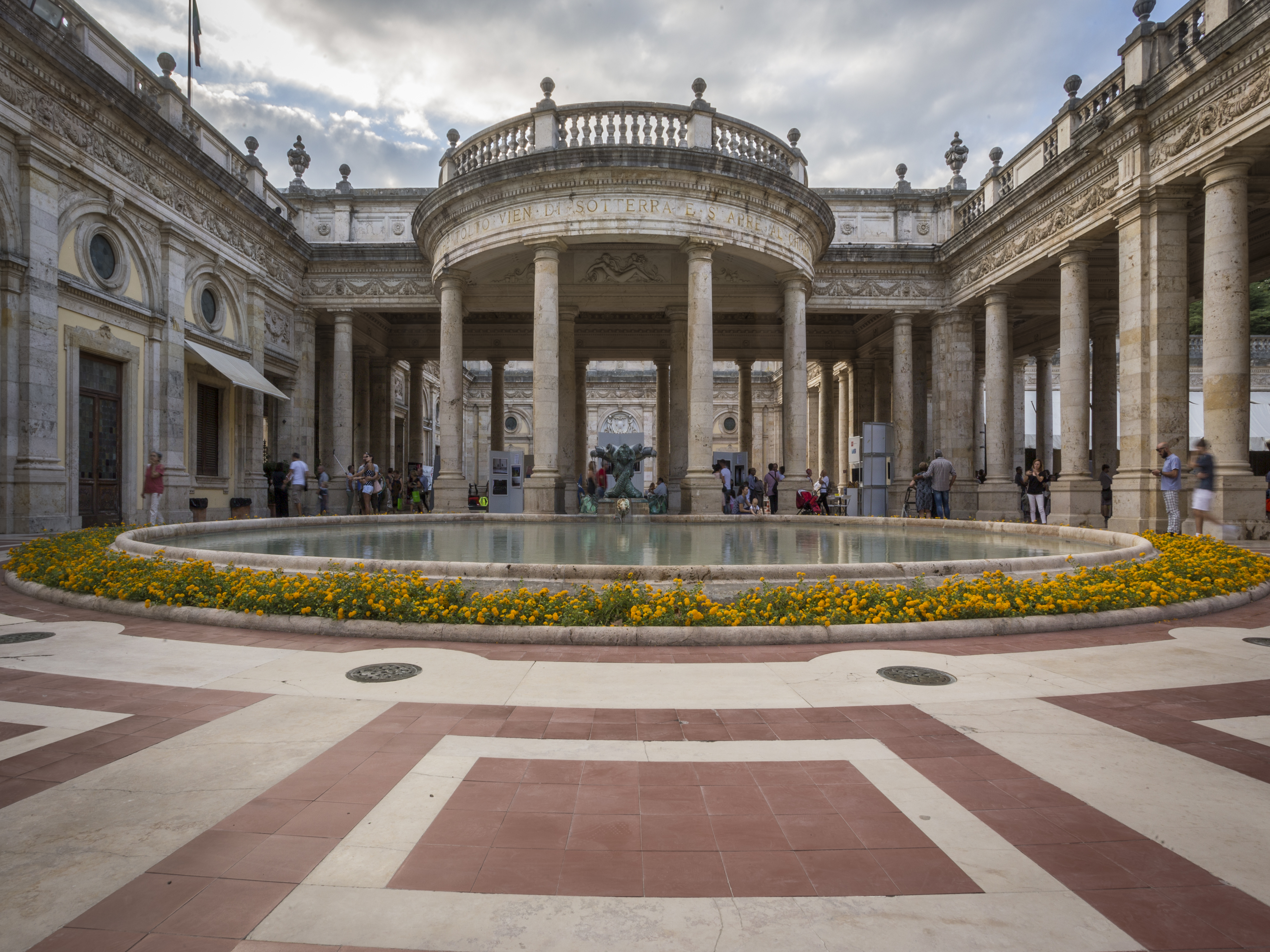
Stabilimento Tettuccio
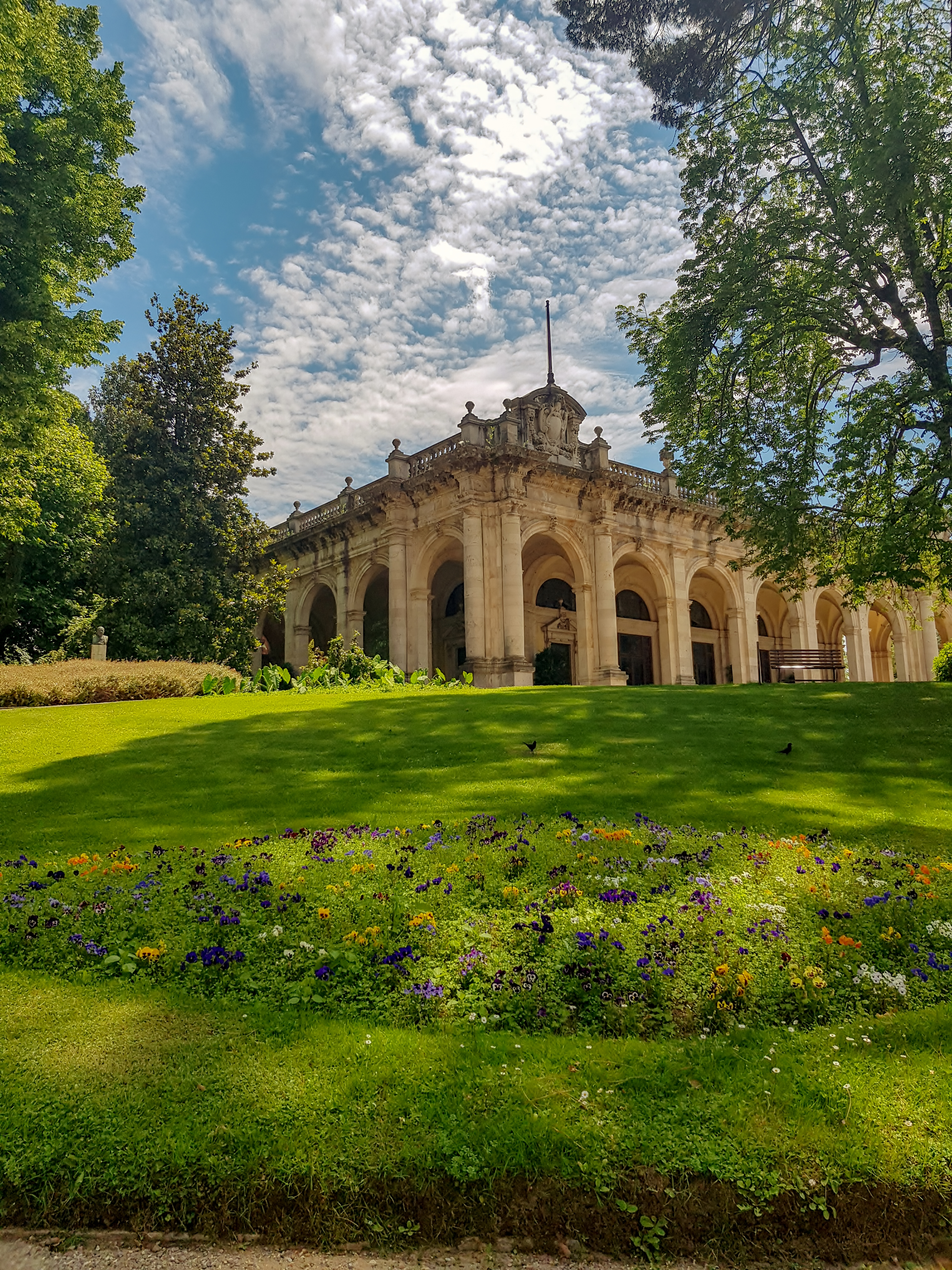
Stabilimento Regina
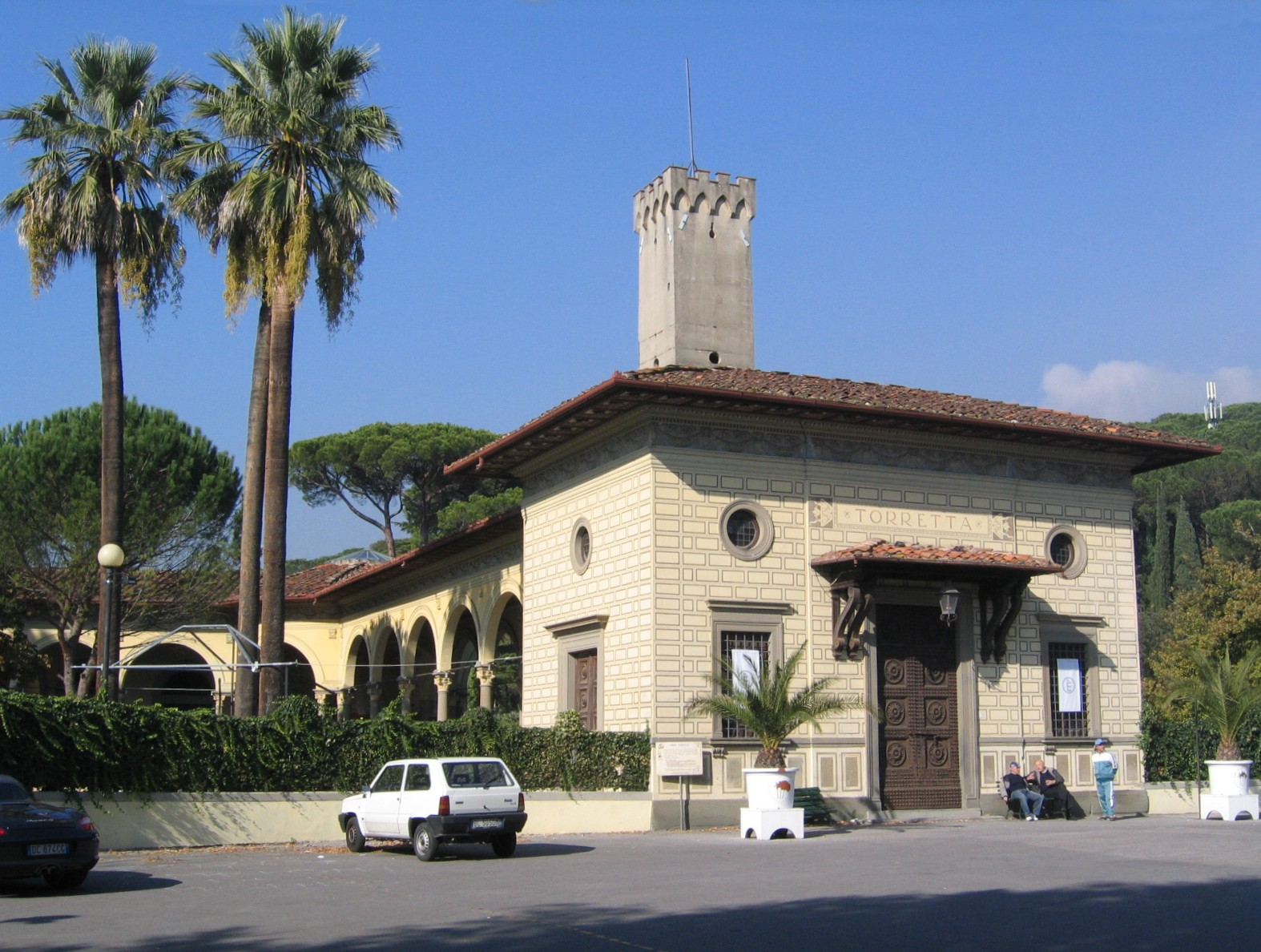
Stabilimento Torretta
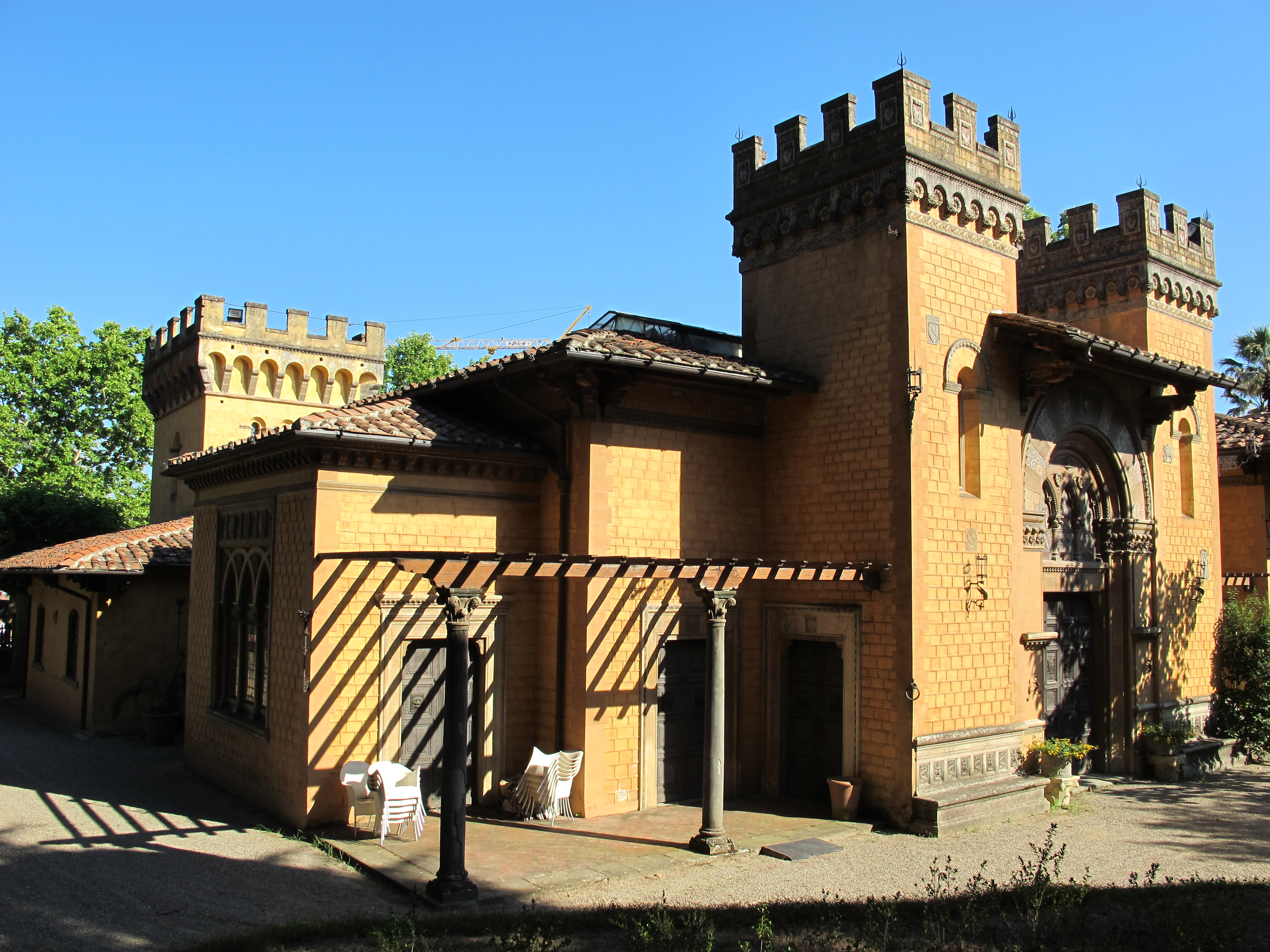
Stabilimento Tamerici

### Altri

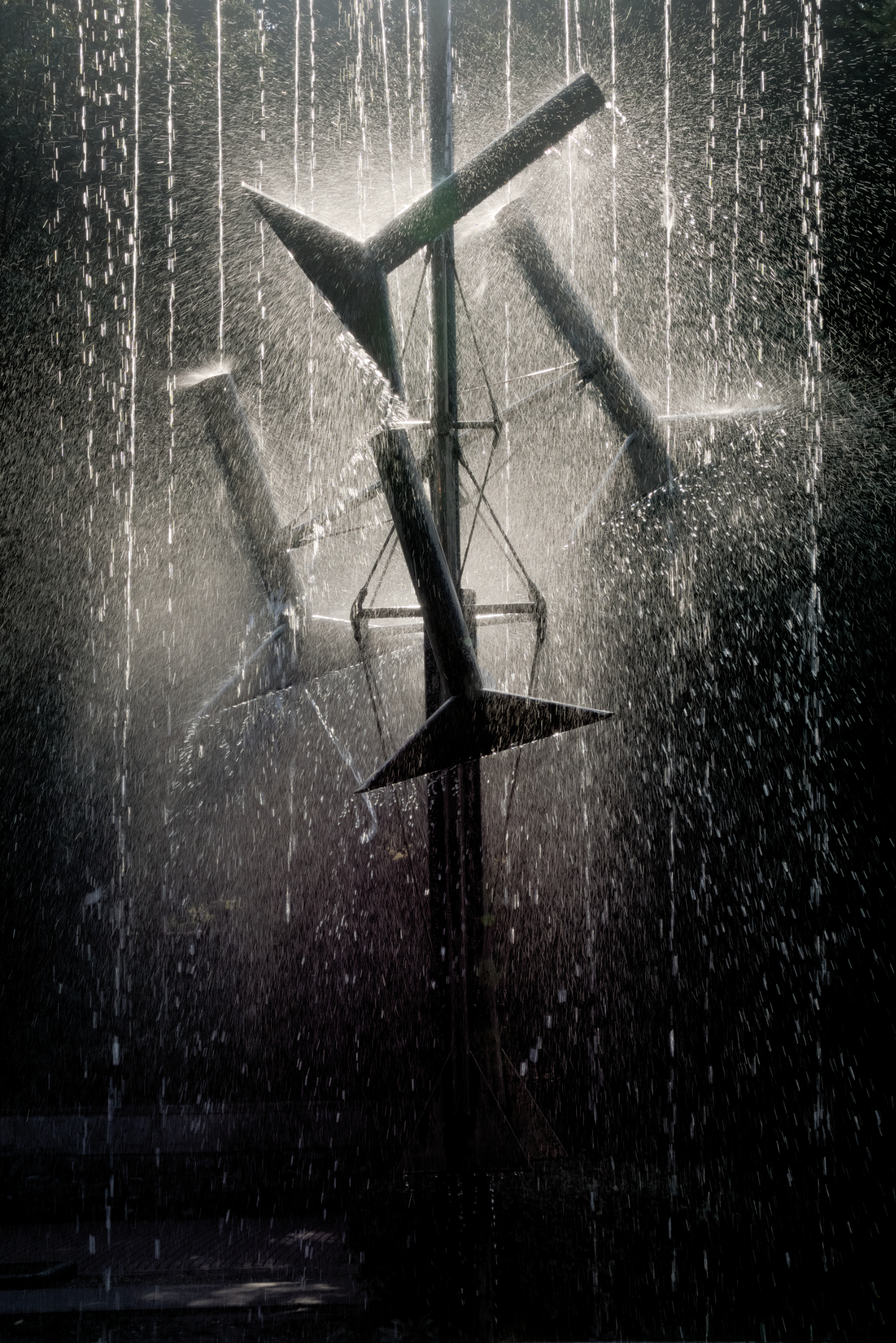
Duetto d'Acqua di Susumu Shingu
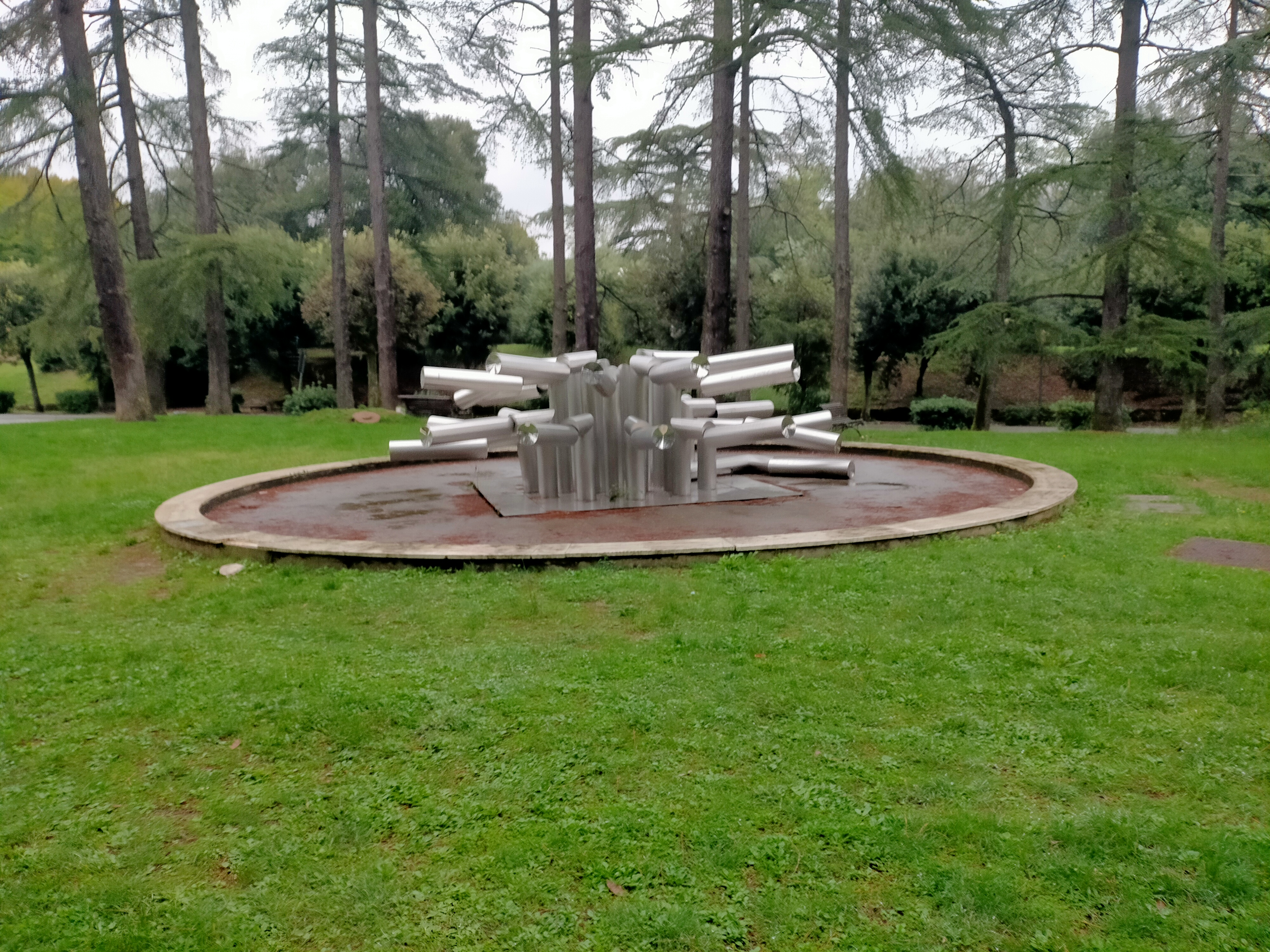
Scultura d'Acqua di Pol Bury (temporaneamente chiusa a seguito di complicazioni)
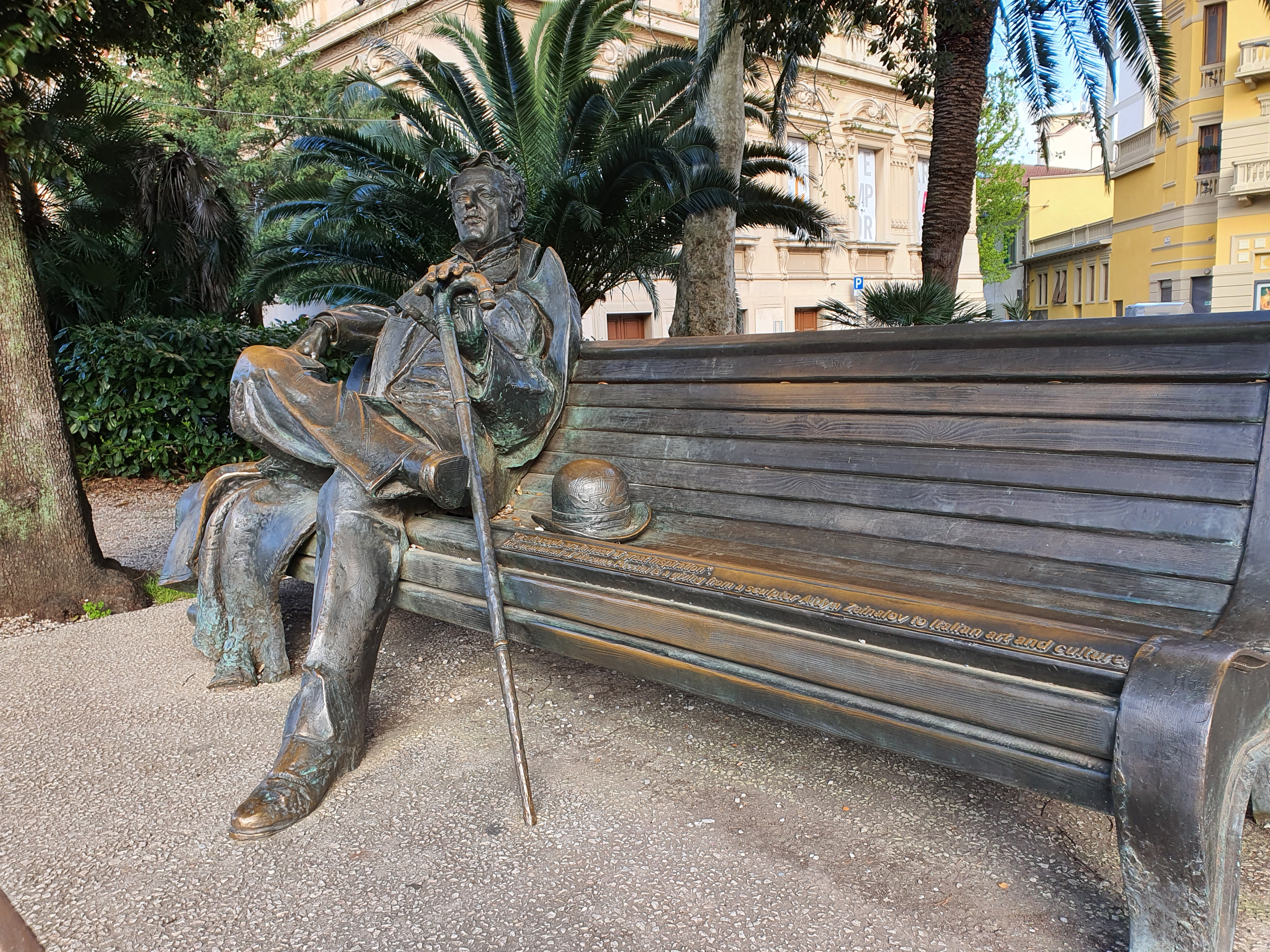
Memoriale a Giacomo Puccini di Aydin Zeynalov
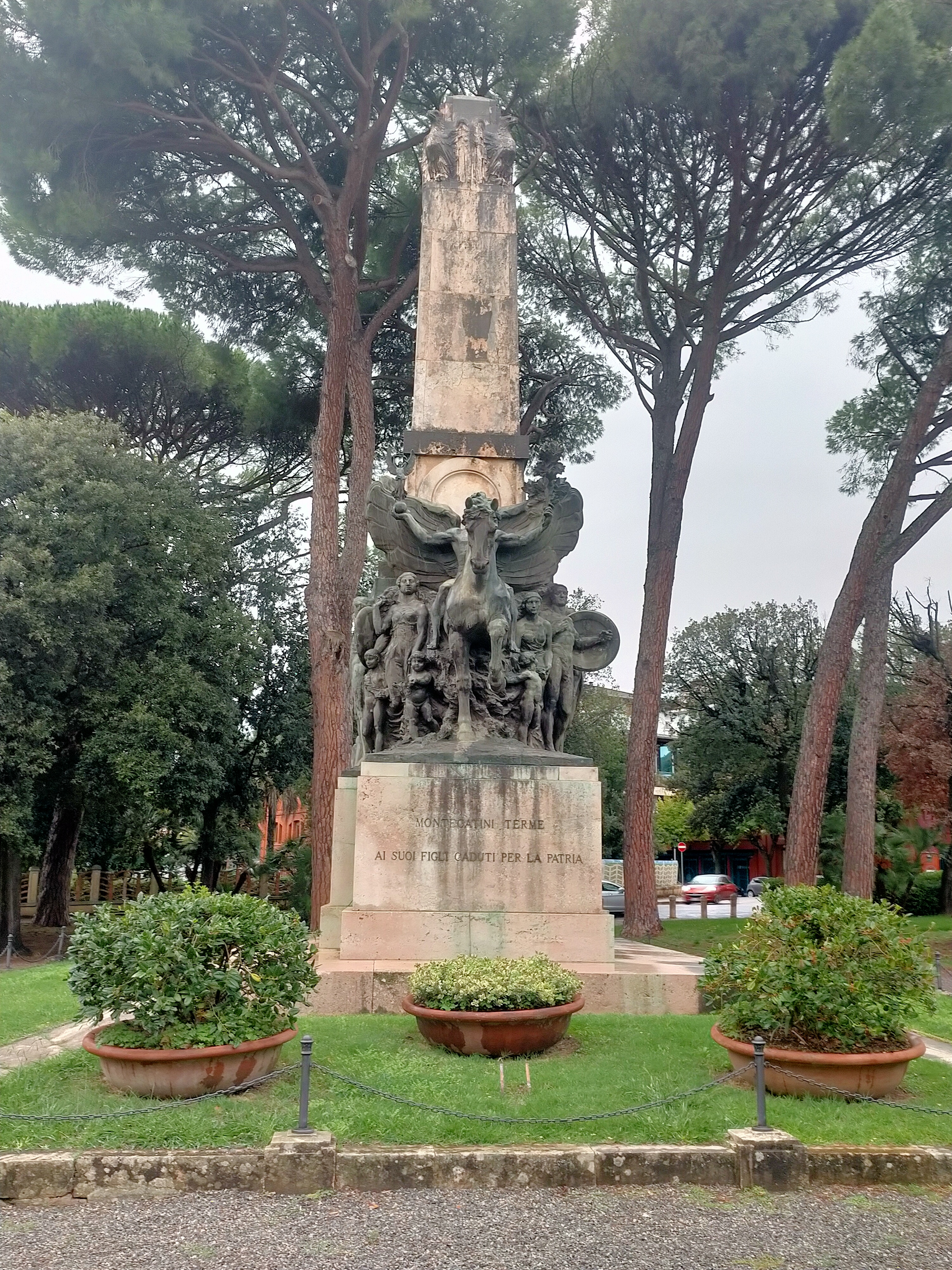
Monumento ai Caduti di Guerra di Francesco Petroni
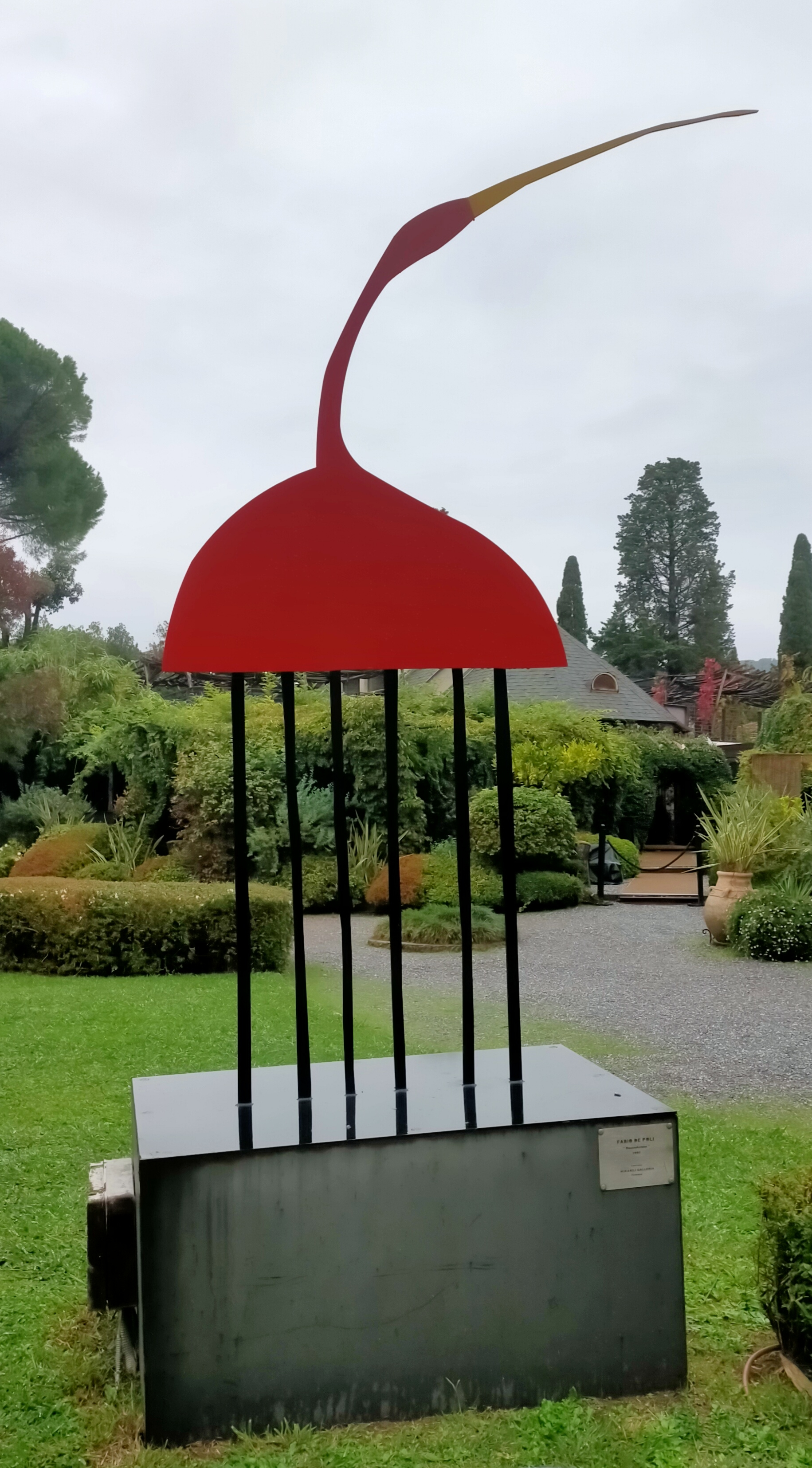
L'Airone Rosso di Fabio De Poli
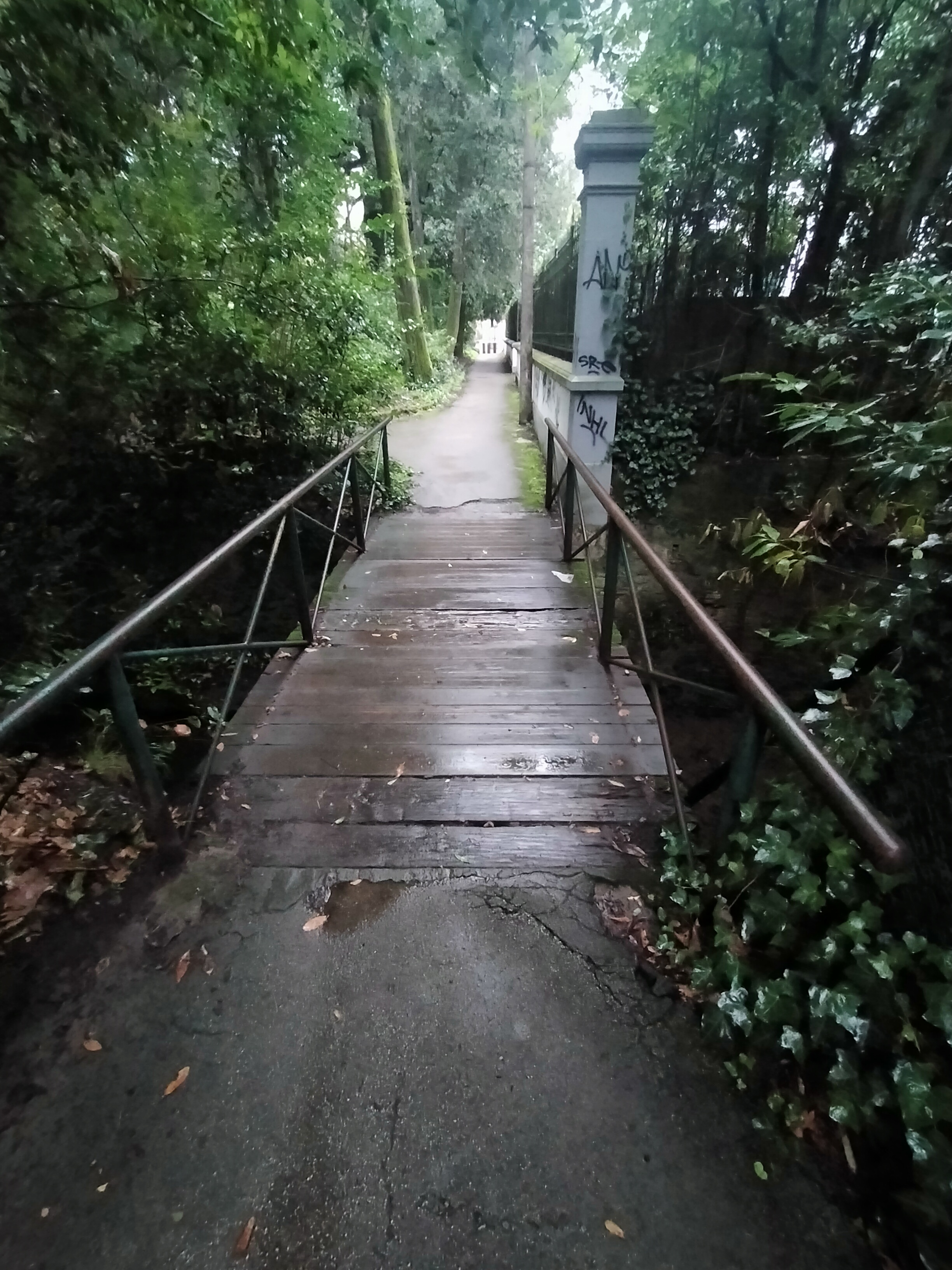
"Ponticello dei Sospiri del Rio" sul Rio Torretta
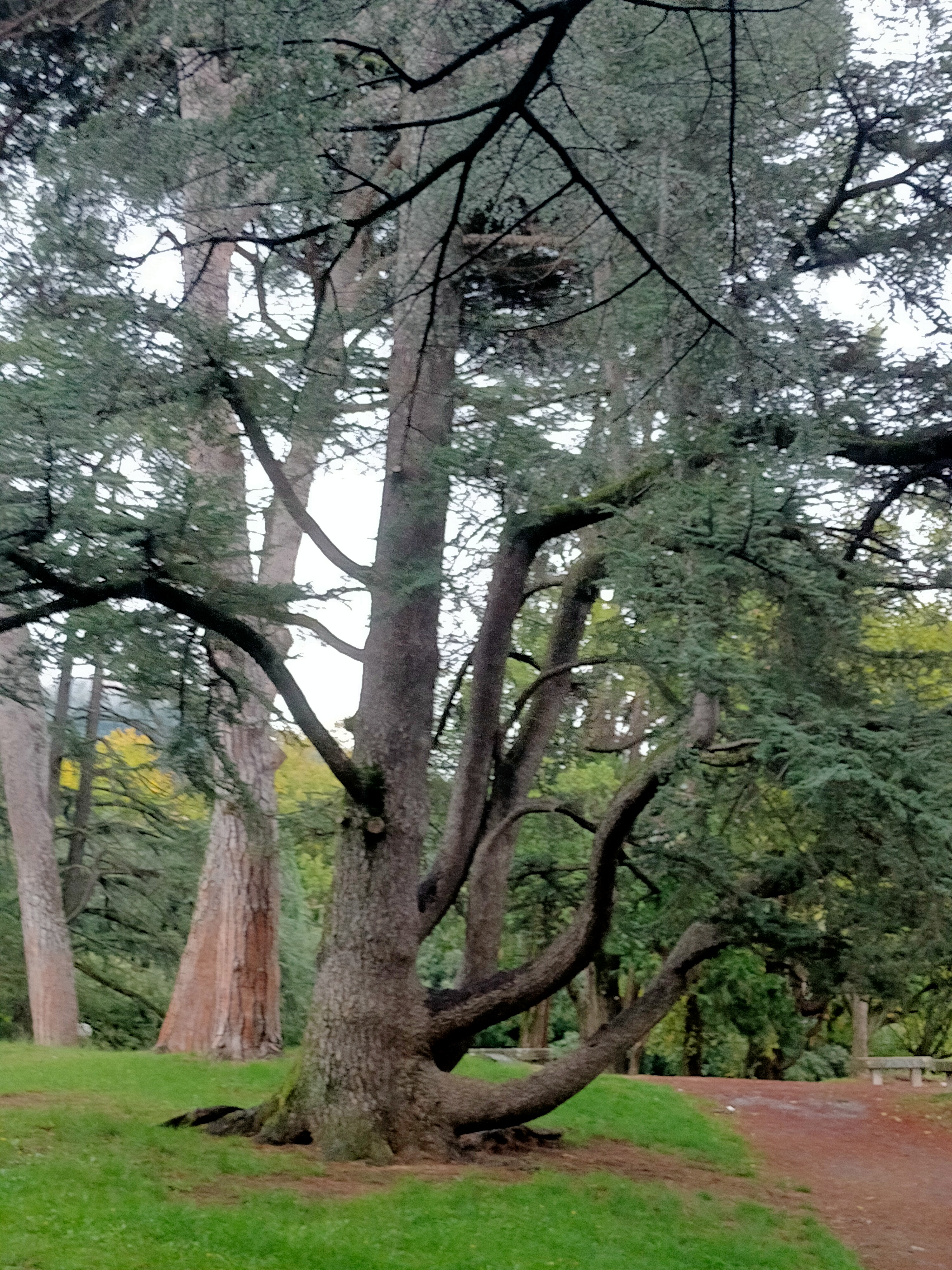
L'albero dei bambini – pino secolare